# 이영애 (1956년)
이영애(李英愛, 1956년 11월 29일 ~ )는 대한민국의 정치인이다. 대구광역시의원이다.

## 학력
- 사천여자상업고등학교 졸업
- 대구공업대학교 사회복지경영과 졸업

## 경력
- 달서구 죽전동28통 통장
- 성서농협주부대학총동창회 회장
- (주)에스디광고 대표이사
- 2006.07 ~ 2010.06: 제5대 대구광역시 달서구의회 의원
- 2010.07 ~ 2014.06: 제6대 대구광역시 달서구의회 의원
- 2014.07 ~ 2018.04: 제7대 대구광역시 달서구의회 의원
- 2018.07 ~ 2022.06: 제8대 대구광역시의회 의원
  - 제8대 대구광역시의회 전반기 문화복지위원장
  - 제8대 대구광역시의회 후반기 감영병 대책특별위원회 부위원장
  - 제8대 대구광역시의회 후반기 문화복지위원
  - 제8대 대구광역시의회 후반기 예산결산특별위원회위원
  - 제8대 대구광역시의회 후반기 윤리특별위원회 부위원장
- 2022.07 ~ : 제9대 대구광역시의회 의원
  - 2022.07 ~ 2024.06: 제9대 대구광역시의회 전반기 부의장
  - 2022.07 ~ : 제9대 대구광역시의회 전·후반기 교육위원회 위원
  - 제9대 대구광역시의회 전반기 윤리특별위원회 위원

## 역대 선거 결과
|  | 80.72% |

|  | 47.19% |

|  | 45.18% |

|  | 53.12% |

|  | 0% |